# Елхово (община Стара Загора)
Вижте пояснителната страница за други значения на Елхово.
Èлхово е село в Южна България, община Стара Загора, област Стара Загора.

## География
Село Елхово се намира на около 16 km запад-югозападно от областния и общински център Стара Загора и 23 km север-североизточно от град Чирпан. Разположено е в югоизточната част на Братанския дял (район) на Сърнена Средна гора, върху терен с преобладаващ наклон на юг и югоизток. Надморската височина в центъра на селото е около 359 m. Климатът е преходно-континентален.
Общински път през село Елхово води:
- на изток през селата Кирилово и Богомилово към Стара Загора;
- на запад до село Сладък кладенец и връзка в него с третокласния републикански път III-6602, водещ през селата Лозен, Сулица и Старозагорски бани към Стара Загора.

Землището на село Елхово граничи със землищата на: село Лозен на север и североизток; селата Лясково и Яворово на югоизток; село Могилово на юг; село Сладък кладенец на запад.
Етническият състав на населението на село Елхово по численост и дял на етническите групи според преброяването през 2011 г. е:
| Етнически групи     | Численост | Дял (в %) |
| Общо                | 140       | 100       |
| Българи             | 138       | 98,57     |
| Турци               | 0         | 0         |
| Цигани              | 0         | 0         |
| Други               | 0         | 0         |
| Не се самоопределят | 0         | 0         |
| Не отговорили       | 2         | 1,43      |

Към 15 март 1924 г. в село Елхово има регистрирани: 36 души по постоянен адрес; 233 души по настоящ адрес; 32 души по постоянен и настоящ адрес в същото населено място.
Числеността на населението на село Елхово по данните от преброяванията от 1934 г. насам се променя както следва:
| \| Година на преброяване \| Численост \| \| --------------------- \| --------- \| \| 1934 \| 947 \| \| 1946 \| 861 \| \| 1956 \| 675 \| \| 1965 \| 452 \| \| 1975 \| 262 \| \| 1985 \| 190 \| \| 1992 \| 192 \| \| 2001 \| 183 \| \| 2011 \| 140 \| \| 2021 \| 242 \| |           |
| Година на преброяване | Численост |
| 1934 | 947       |
| 1946 | 861       |
| 1956 | 675       |
| 1965 | 452       |
| 1975 | 262       |
| 1985 | 190       |
| 1992 | 192       |
| 2001 | 183       |
| 2011 | 140       |
| 2021 | 242       |

## История
След Руско-турската война 1877 – 1878 г. по Берлинския договор 1878 г. село Елхово – тогава с име Чатал тепе (преди Освобождението срещано и с име Елхово, т.е. с двойно име), остава в Източна Румелия. Село Елхово е присъединено към България след Съединението 1885 г.
Селото се намира в близост до елова гора, от което се предполага да идва и името Елхово.
Край селото през 60-те години на 20 век е започнат строежа на яз. Чаталка, който е трябвало да се използва за напояване на Старозагорското поле, но впоследствие е решено, че икономическият ефект ще е нисък и поради нуждата от отчуждаване на вече частните земеделски земи, през 1990-те години се преустановява строителството. Изграден е канал и деривация за водоснабдяване на язовира и от р. Сазлийка. Почти готова е стената – земнонасипна. Първоначално се е предвиждало обемът на язовира да е 150 млн. куб. метра, но впоследсвие проектът е променен на 50 млн. куб. метра вода. По време на строежа на язовира е намерено и тракийско златно съкровище в могилата „Рошава Драгана“.
Училище в селото е открито около 1883 г. В началото учебните занятия се водят по частни къщи. Броят на учениците е малък. По-късно е построена малка сграда, а училището е първоначално. Постепенно броят на учениците расте. През 1921 – 1922 г. е открита прогимназия в селото. Първоначалната степен учи в училището, а прогимназията води занятия в частна къща. През 1927 г. по инициатива на учителите и със съдействието на цялото население е построена нова училищна сграда. Училището продължава своята дейност до 1944 г. без прекъсване. В Държавния архив се съхраняват Главната класна книга и други книги на Народно основно училище „Христо Ботев“ в село Елхово от периода 1883 – 1967 г.

## Религии
Населението е с източноправославно вероизповедание. През 2014 г. е отреден парцел за строителство на параклис, а през 2016 г. се монтира камбана на пилони, източно от кметството.

## Обществени институции
Изпълнителната власт в село Елхово към 2025 г. се упражнява от кметски наместник.
В село Елхово към 2025 г. има действащо читалище „Кирил и Методий-1931 г.“.

## Редовни събития
От 2013 година, след възстановяване на читалището „Св. св. Кирил и Методий – 1931 г.“, е прието 11 май да е празник на селото. В най-близката събота до тази дата се организира общоселски събор на площада съпроводен с много фолклорни и културни прояви. Събитието е чудесна възможност за съхранение на родовата памет на селото и обогатяване на неговото културно богатство. В проявата дейно участие взима женската фолклорна група от селото. Гостуват и фолклорни групи от съседните села на региона.